# Opéra (métro de Hô Chi Minh-Ville)
Pour les articles homonymes, voir Opéra (homonymie).
La station Opéra (vietnamien : Ga Nhà hát Thành Phố) est une station du métro de Hô Chi Minh-Ville desservant le quartier Ben Thanh du 1er arrondissement de Hô Chi Minh-Ville au Viêt Nam.

## La station
Située sur la ligne 1, la station dessert l'opéra de Saïgon. Iil est construit sous le boulevard Lê Lợi.